# Möckernbrücke (metrostation)
Möckernbrücke is een station van de metro van Berlijn, gelegen aan weerszijden van het Landwehrkanaal in het westen van de Berlijnse wijk Kreuzberg. Aan de noordzijde van het kanaal bevindt zich een viaductstation, dat opende op 18 februari 1902 als onderdeel van de eerste metrolijn in de Duitse hoofdstad. Tegenwoordig stoppen hier de treinen van lijn U1 en lijn U3. Sinds 1966 ligt onder de zuidoever van het Landwehrkanaal een ondergronds station van lijn U7. Beide stations zijn door een overdekte voetgangersbrug over het kanaal met elkaar verbonden. Zijn naam dankt het station aan de iets westelijker over het kanaal gelegen brug in de Möckernstraße.
Het oorspronkelijke viaductstation uit 1902 kwam qua ontwerp grotendeels overeen met het oostelijker gelegen Görlitzer Bahnhof aan dezelfde lijn. Het werd ontworpen door het ontwerpbureau van Siemens & Halske, het bedrijf dat verantwoordelijk was voor de bouw van de metrolijn. In verband met het groeiende aantal reizigers moesten de perrons van het station in de jaren 1930 verlengd worden. In 1937 besloot het stadsvervoerbedrijf BVG een geheel nieuw station te bouwen. Net als het eerste station Möckernbrücke bestond dit uit twee perrons met een stalen overkapping. In de Tweede Wereldoorlog raakte het viaductstation zwaar beschadigd, waarna het opnieuw - met ongewijzigd ontwerp - herbouwd moest worden.
In de jaren 1960 werd de metrolijn naar Neukölln, tot dan toe een tak van de Nord-Süd-U-Bahn (nu U6), verlengd naar het westen. Op 28 februari 1966 kwam het eerste deel van deze verlenging gereed tot Möckernbrücke en ontstond de nieuwe lijn 7. Vijf jaar lang zou het station het eindpunt van deze lijn zijn. Het ondergrondse metrostation Möckernbrücke, ontworpen door Rainer Rümmler, heeft een eilandperron en geel betegelde wanden.
Het viaductstation van de U1 en U3 is een beschermd monument.

## Afbeeldingen

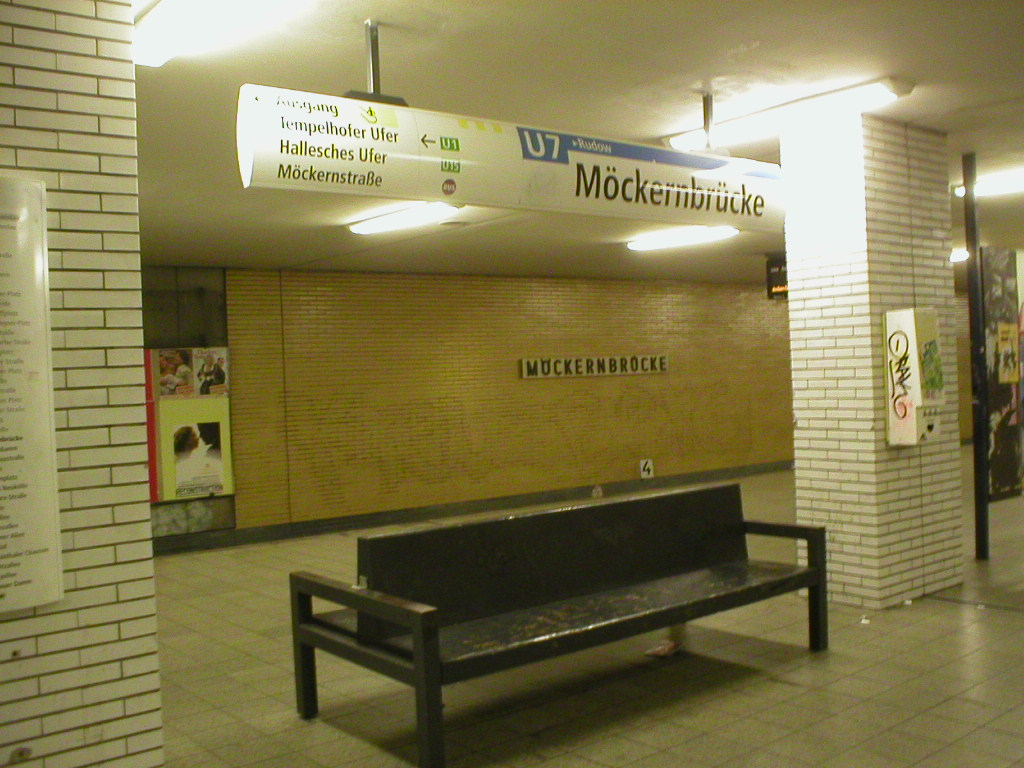
Ondergronds perron van de U7
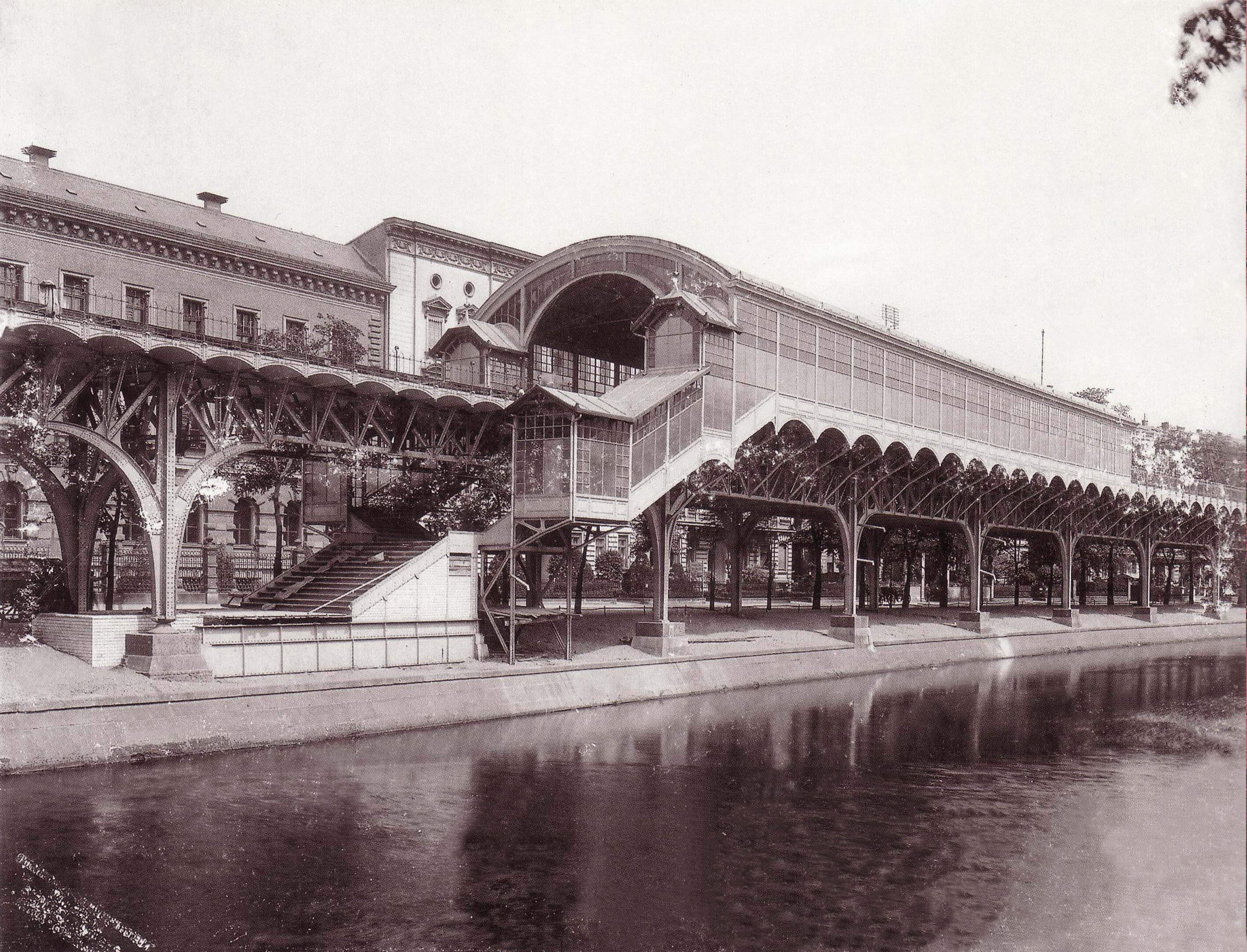
Buitenaanzicht van het oorspronkelijke Hochbahnhof Möckernbrücke, 1901